# كورديليرا
كورديليرا هي إدارة في باراغواي، عاصمتها هي كاكوب.

## جغرافيا
تقع الإدارة في وسط باراغوي تبلغ مساحتها 4٬948٫0 كيلومتر مربع.

### الموقع
تشترك في الحدود مع:
- إدارة سان بيدرو
- الإدارة المركزية (باراغواي)
- كانينديو
- كاغوازو
- بريزيدنت هايز.
- أمامباي .

## ديموغرافيا
يبلغ عدد سكانها 233,854 نسمة (حسب تعداد عام 2002).

## أعلام
- خوان أغويرو